# Chapelle Sainte-Gertrude d'Échevannes
Pour les articles homonymes, voir Chapelle Sainte-Gertrude.
La chapelle Sainte-Gertrude d'Échevannes est une chapelle située sur la commune d'Échevannes, dans le département français du Doubs.

## Historique
La chapelle Sainte-Gertrude a été édifiée au XVIIe siècle.
La chapelle est recensée dans la base Mérimée à la suite du récolement de 1980 .

## Situation géographique
Elle est située en bordure ouest du village et domine la vallée de la Loue de près de 300 m. 

## Description
La chapelle, de forme rectangulaire, est construite en moellons calcaire avec un toit à longs pans recouvert de tuiles. Elle présente un clocher-mur rare dans la région. La voûte intérieure est en berceau brisé.

## Galerie

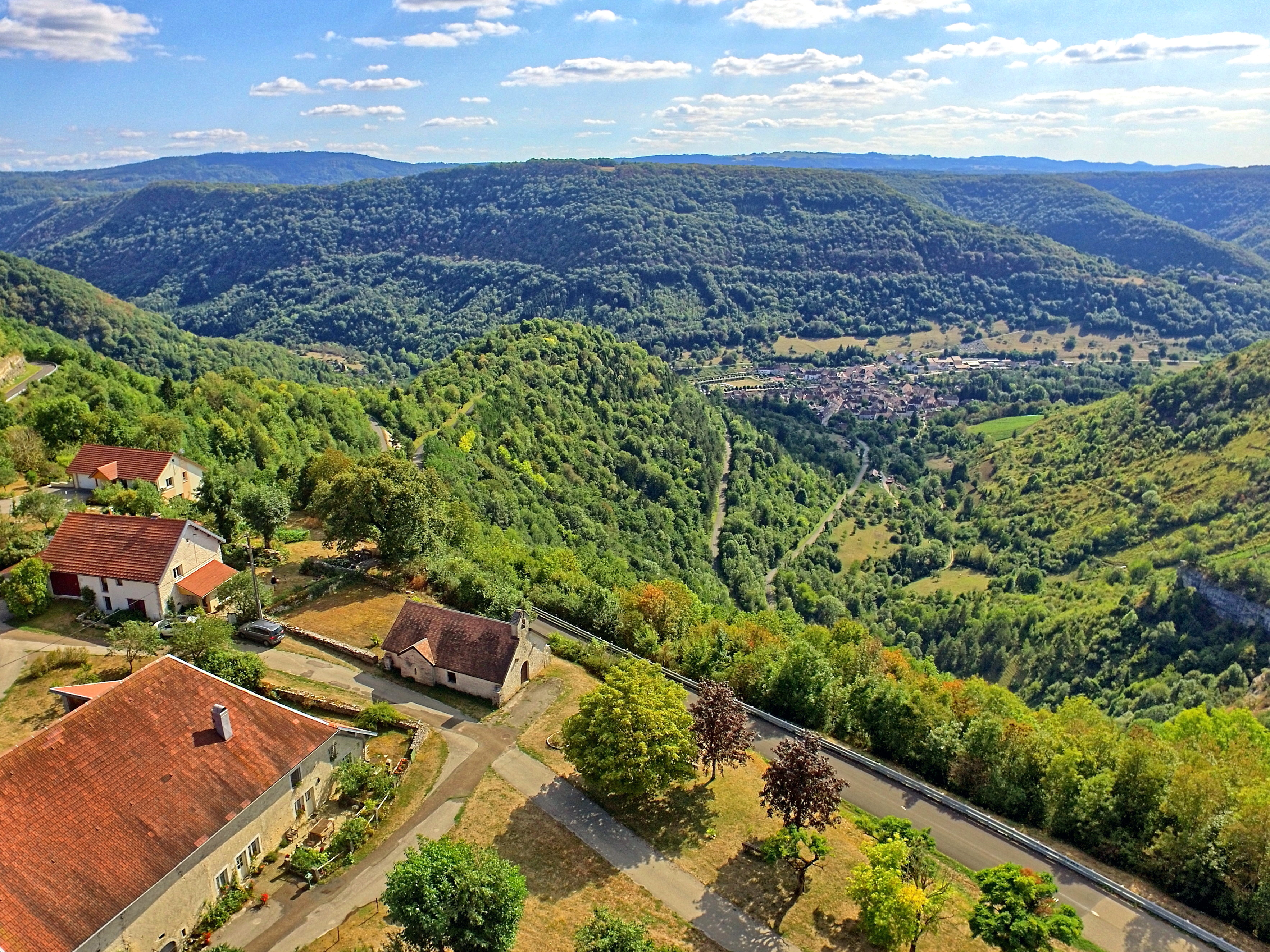
La chapelle au-dessus de la vallée de la Loue.
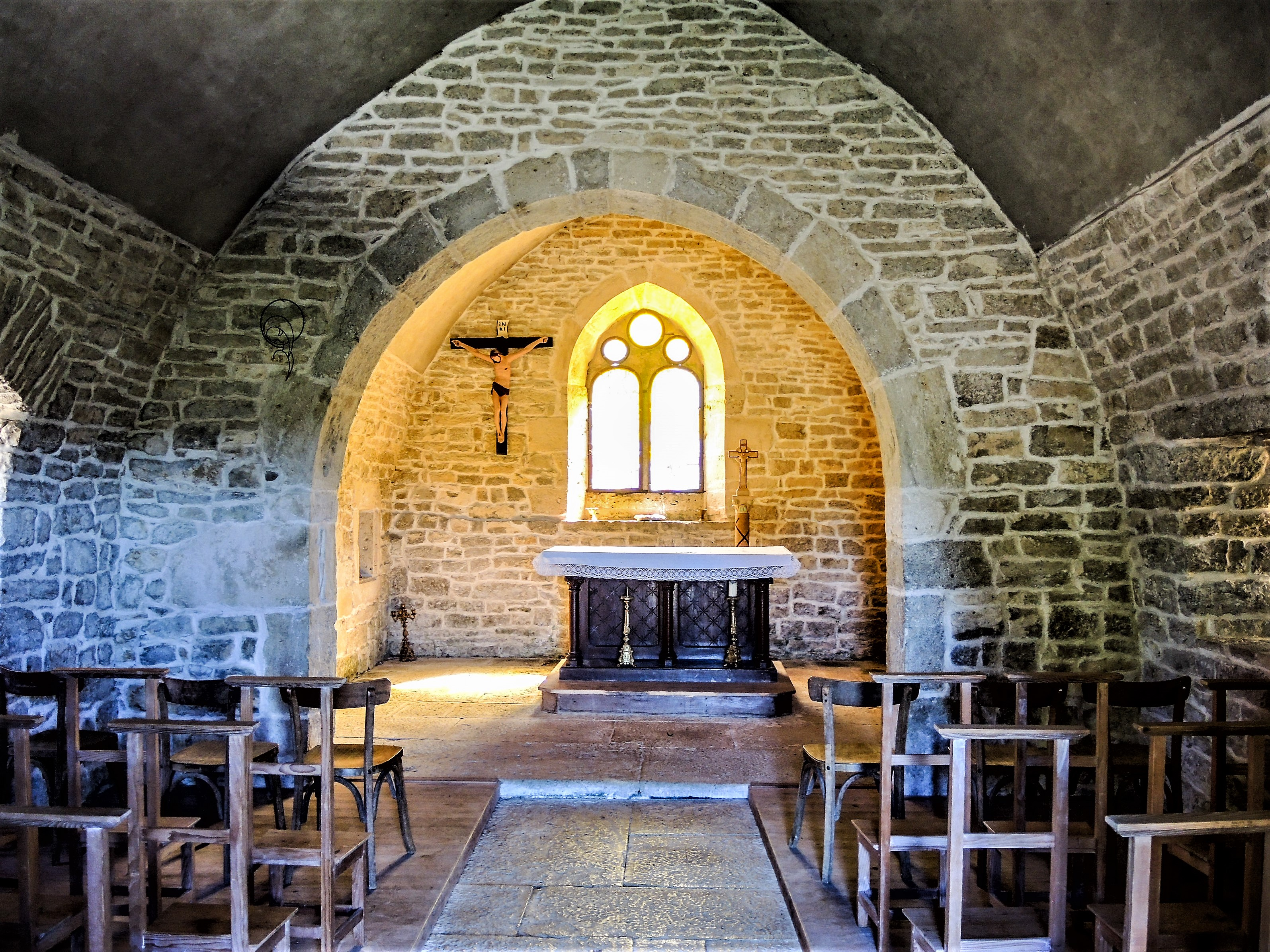
Intérieur de la chapelle.